# Oskar Elofsson
Nils Oskar Elofsson, född 24 september 1998 i Limhamn, är en svensk freestyleåkare. Han tävlade i olympiska vinterspelen 2022. Han tävlar för Landskrona SK.

## Karriär
Elofsson började med att åka puckelpist som 11-åring. Han tog sin första pallplats i världscupen 2018, då han slutade tvåa i parallellpuckel i Thaiwoo. Elofsson slutade på 26:e plats av 30 åkare i den första kvalomgången i herrarnas puckelpist vid olympiska vinterspelen 2022. Han slutade på 12:e plats av 20 åkare i den andra kvalomgången och blev då utslagen från tävlingen.

## Privatliv
Elofssons äldre bror, Felix, är också en freestyleåkare. Han tävlade i olympiska vinterspelen 2018 och 2022.